# Teluroides suturalis
Teluroides suturalis är en skalbaggsart som beskrevs av Lea 1920. Teluroides suturalis ingår i släktet Teluroides och familjen Melolonthidae. Inga underarter finns listade i Catalogue of Life.